# 도시락 상자

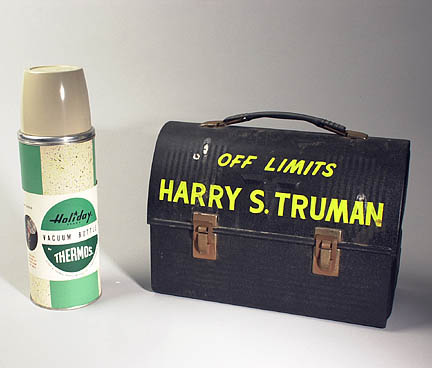
해리 S. 트루먼이 소유한 도시락과 보온병.

도시락 상자는 휴대하며 가지고 다닐 수 있는 음식을 담고 있는 용기이다. 도시락 상자는 역사적으로 학교에 다니는 아이들이 학교에 준비된 급식을 나르는 데에 사용되었다.
보온 도시락 상자의 경우, 음식의 온도의 따뜻한 기운을 오랜 시간 동안 유지시켜 준다.

## 같이 보기
- 도시락
- 벤토